# مایتین
مایتین (به چکی: Majetín) یک منطقهٔ مسکونی در جمهوری چک است که در ناحیه اولومووتس واقع شده‌است.
 مایتین ۹٫۴۹ کیلومتر مربع مساحت و ۱٬۱۴۸ نفر جمعیت دارد و ۲۰۶ متر بالاتر از سطح دریا واقع شده‌است.